# Tridactylus nigroaeneus
Tridactylus nigroaeneus is een rechtvleugelig insect uit de familie Tridactylidae. De wetenschappelijke naam van deze soort is voor het eerst geldig gepubliceerd in 1871 door Walker.